# A Ferencvárosi TC 1989–1990-es szezonja
A Ferencvárosi TC 1989–1990-es szezonja szócikk a Ferencvárosi TC első számú férfi labdarúgócsapatának egy szezonjáról szól, mely összességében és sorozatban is a 89. idénye volt a csapatnak a magyar első osztályban. A klub fennállásának ekkor volt a 91. évfordulója.

## Mérkőzések
| Színmagyarázat | Színmagyarázat |
| -------------- | -------------- |
|                | Győzelem.      |
|                | Döntetlen.     |
|                | Vereség.       |

### KEK
1. forduló
| 1989. szeptember 12. 19:00 |

| Ferencváros                                           | 5 – 1               | Valkeakosken Haka |
| ----------------------------------------------------- | ------------------- | ----------------- |
| Kincses 1' Limperger 10' Szeibert 29' 64' Dzurják 80' | (3 – 1) Jegyzőkönyv | Paavola 4'        |

| Üllői út, Budapest Nézőszám: 22 000 Játékvezető: İhsan Türe (török) |

| 1989. szeptember 27. 16:00 |

| Valkeakosken Haka | 1 – 1               | Ferencváros |
| ----------------- | ------------------- | ----------- |
| Paavola 75'       | (0 – 0) Jegyzőkönyv | Keller 49'  |

| Tehtaan kenttä, Valkeakoski Nézőszám: 2 000 Játékvezető: Helen (svéd) |

2. forduló
| 1989. október 18. 19:30 |

| Admira Wacker                  | 1 – 0               | Ferencváros          |
| ------------------------------ | ------------------- | -------------------- |
| Rodax 88' Müller 8' Schaub 14' | (0 – 0) Jegyzőkönyv | Topor 8' Dzurják 45' |

| Bundesstadion Südstadt, Maria Enzersdorf Nézőszám: 8 000 Játékvezető: Ignace van Swieten (holland) |

| 1989. november 1. 17:30 |

| Ferencváros | 0 – 1               | Admira Wacker         |
| ----------- | ------------------- | --------------------- |
| Vaszil 56'  | (0 – 0) Jegyzőkönyv | Oberhofer 48' Graf 2' |

| Városi stadion, Szeged Nézőszám: 20 000 Játékvezető: Wolf-Günter Wiesel (német) |

### NB 1 1989–90

#### Őszi fordulók
| 1. forduló 1989. augusztus 12. |

| Ferencváros                      | 4 – 0               | MTK–VM |
| -------------------------------- | ------------------- | ------ |
| Dzurják 4' 8' Nagy 22' Bánki 72' | (3 – 0) Jegyzőkönyv |        |

| Üllői út, Budapest Nézőszám: 28 000 Játékvezető: Molnár László (magyar) |

| 2. forduló 1989. augusztus 19. |

| Pécsi MSC                              | 3 – 1               | Ferencváros                                            |
| -------------------------------------- | ------------------- | ------------------------------------------------------ |
| Lovász 29' Turi 59' Pintér 62' (öngól) | (1 – 0) Jegyzőkönyv | Szeibert 86' (11-esből) Keller 31' Józsa 52' Topor 55' |

| PMFC Stadion, Pécs Nézőszám: 14 000 Játékvezető: Huták Antal (magyar) |

| 3. forduló 1989. augusztus 26. |

| Ferencváros           | 1 – 0               | Váci Izzó   |
| --------------------- | ------------------- | ----------- |
| Pintér 20' (11-esből) | (1 – 0) Jegyzőkönyv | Gyimesi 72' |

| Üllői út, Budapest Nézőszám: 15 000 Játékvezető: Varga Sándor (magyar) |

| 4. forduló 1989. augusztus 30. |

| Ferencváros                           | 3 – 1               | Haladás VSE           |
| ------------------------------------- | ------------------- | --------------------- |
| Szeibert 5' Dzurják 18' 60' Bánki 74' | (2 – 1) Jegyzőkönyv | Bognár 7' Jávorka 60' |

| Üllői út, Budapest Nézőszám: 15 000 Játékvezető: Fekete Miklós (magyar) |

| 5. forduló 1989. szeptember 9. |

| Debreceni VSC | 0 – 0               | Ferencváros |
| ------------- | ------------------- | ----------- |
|               | (0 – 0) Jegyzőkönyv | Bánki 25'   |

| Oláh Gábor utcai stadion, Debrecen Nézőszám: 16 000 Játékvezető: Drigán György (magyar) |

| 6. forduló 1989. szeptember 16. |

| Ferencváros | 0 – 0               | Videoton                    |
| ----------- | ------------------- | --------------------------- |
|             | (0 – 0) Jegyzőkönyv | Csucsánszky 76' Máriási 82' |

| Üllői út, Budapest Nézőszám: 18 000 Játékvezető: Plasek Gábor (magyar) |

| 7. forduló 1989. szeptember 23. |

| Siófoki Bányász                   | 1 – 0               | Ferencváros                           |
| --------------------------------- | ------------------- | ------------------------------------- |
| Magyar 34' Kolovics 78' Meksz 90' | (1 – 0) Jegyzőkönyv | Keller 36' Keresztúri 80' Dzurják 85' |

| Révész Géza utcai stadion, Siófok Nézőszám: 10 000 Játékvezető: Kovács I. László (magyar) |

| 8. forduló 1989. szeptember 30. |

| Ferencváros                                | 2 – 0               | Újpesti Dózsa |
| ------------------------------------------ | ------------------- | ------------- |
| Dzurják 5' Bánki 34' Vaszil 33' Pintér 70' | (2 – 0) Jegyzőkönyv | Szlezák 88'   |

| Üllői út, Budapest Nézőszám: 20 000 Játékvezető: Molnár László (magyar) |

| 9. forduló 1989. október 4. |

| Csepel SC                                        | 3 – 3               | Ferencváros                                |
| ------------------------------------------------ | ------------------- | ------------------------------------------ |
| Herbály 46' 86' Varga 60' Tompos 66' Gyimesi 75' | (0 – 2) Jegyzőkönyv | Páling 6' Dzurják 28' Simon 80' Pintér 83' |

| Béke téri stadion, Budapest Nézőszám: 18 000 Játékvezető: Plasek Gábor (magyar) |

| 10. forduló 1989. október 14. |

| Ferencváros                             | 2 – 0               | Békéscsabai Előre        |
| --------------------------------------- | ------------------- | ------------------------ |
| Bánki 81' Wukovics 84' Keresztúri 90+3' | (0 – 0) Jegyzőkönyv | Mracskó 44′ Major L. 82' |

| Üllői út, Budapest Nézőszám: 10 000 Játékvezető: Márton Sándor (magyar) |

| 11. forduló 1989. október 21. |

| Budapesti Honvéd | 0 – 2               | Ferencváros                   |
| ---------------- | ------------------- | ----------------------------- |
|                  | (0 – 1) Jegyzőkönyv | Limperger 7' 79' Fonnyadt 79' |

| Bozsik József Stadion, Budapest Nézőszám: 12 000 Játékvezető: Huták Antal (magyar) |

| 12. forduló 1989. október 28. |

| Ferencváros | 0 – 1               | Tatabányai Bányász            |
| ----------- | ------------------- | ----------------------------- |
| Topor 68'   | (0 – 0) Jegyzőkönyv | Járfás 52' Váczi 36' Páli 88' |

| Üllői út, Budapest Nézőszám: 15 000 Játékvezető: Molnár László (magyar) |

| 13. forduló 1989. november 4. |

| Rába ETO                              | 2 – 2               | Ferencváros            |
| ------------------------------------- | ------------------- | ---------------------- |
| Sullivan 15' Hajszán 85' Hlagyvik 58' | (1 – 1) Jegyzőkönyv | Kincses 45' Páling 46' |

| Rába ETO Stadion, Győr Nézőszám: 5 000 Játékvezető: Varga Sándor (magyar) |

| 14. forduló 1989. november 8. |

| Ferencváros                                          | 4 – 1               | Veszprémi SE            |
| ---------------------------------------------------- | ------------------- | ----------------------- |
| Szeibert 20' Kincses 45' Keresztúri 64' Wukovics 73' | (2 – 0) Jegyzőkönyv | Rugovics 70' Sántha 17' |

| Üllői út, Budapest Nézőszám: 7 000 Játékvezető: Bognár István (magyar) |

| 15. forduló 1989. november 18. |

| Vasas                             | 2 – 0               | Ferencváros |
| --------------------------------- | ------------------- | ----------- |
| Duró 38' Galaschek 71' Claude 54' | (1 – 0) Jegyzőkönyv |             |

| Fáy utca, Budapest Nézőszám: 10 000 Játékvezető: Huták Antal (magyar) |

| 16. forduló 1989. november 26. |

| MTK–VM                                                          | 3 – 0               | Ferencváros |
| --------------------------------------------------------------- | ------------------- | ----------- |
| Hannich 42' Katzenbach 69' Cservenkai 84' Horváth 24' Híres 61' | (1 – 0) Jegyzőkönyv | Pintér 54'  |

| Hungária körút, Budapest Nézőszám: 3 000 Játékvezető: Puhl Sándor (magyar) |

#### Tavaszi fordulók
| 17. forduló 1990. március 3. |

| Ferencváros                                       | 3 – 0               | Pécsi MSC  |
| ------------------------------------------------- | ------------------- | ---------- |
| Dzurják 65' 78' Nagy 73' Vaszil 23' Limperger 82' | (0 – 0) Jegyzőkönyv | Lehota 15' |

| Üllői út, Budapest Nézőszám: 12 000 Játékvezető: Puhl Sándor (magyar) |

| 18. forduló 1990. március 10. |

| Váci Izzó              | 1 – 0               | Ferencváros |
| ---------------------- | ------------------- | ----------- |
| Nagy T. 69' Kardos 41' | (0 – 0) Jegyzőkönyv | Nagy S. 86′ |

| Ligeti Stadion, Vác Nézőszám: 8 000 Játékvezető: Plasek Gábor (magyar) |

| 19. forduló 1990. március 17. |

| Haladás VSE                                             | 4 – 0               | Ferencváros                         |
| ------------------------------------------------------- | ------------------- | ----------------------------------- |
| Deéry 20' 52' 65' Schäffer 33' Szabó 65' Görög 80′, 87′ | (2 – 0) Jegyzőkönyv | Simon 25' Dzurják 38' Limperger 63' |

| Rohonci úti stadion, Szombathely Nézőszám: 16 000 Játékvezető: Kovács I. László (magyar) |

| 20. forduló 1990. március 24. |

| Ferencváros                             | 3 – 1               | Debreceni VSC                               |
| --------------------------------------- | ------------------- | ------------------------------------------- |
| Szeibert 80' 86' Dzurják 70' Keller 65' | (0 – 0) Jegyzőkönyv | Vancsa 60' Balogh 28' Moldván 54' Tulba 76' |

| Üllői út, Budapest Nézőszám: 15 000 Játékvezető: Varga László (magyar) |

| 21. forduló 1990. március 31. |

| Videoton | 0 – 1               | Ferencváros |
| -------- | ------------------- | ----------- |
|          | (0 – 0) Jegyzőkönyv | Dzurják 70' |

| Sóstói Stadion, Székesfehérvár Nézőszám: 12 000 Játékvezető: Huták Antal (magyar) |

| 22. forduló 1990. április 7. |

| Ferencváros                                        | 4 – 0               | Siófoki Bányász |
| -------------------------------------------------- | ------------------- | --------------- |
| Dzurják 57' 81' Kincses 29' Szeibert 76' Simon 45' | (1 – 0) Jegyzőkönyv | Olajos 64'      |

| Üllői út, Budapest Nézőszám: 10 000 Játékvezető: Drigán György (magyar) |

| 23. forduló 1990. április 14. |

| Újpesti Dózsa                  | 0 – 0               | Ferencváros  |
| ------------------------------ | ------------------- | ------------ |
| Varga 10' Katona 45' Bácsi 49' | (0 – 0) Jegyzőkönyv | Szeibert 51' |

| Megyeri út, Budapest Nézőszám: 18 000 Játékvezető: Molnár László (magyar) |

| 24. forduló 1990. április 21. |

| Ferencváros                                   | 5 – 1               | Csepel SC              |
| --------------------------------------------- | ------------------- | ---------------------- |
| Fonnyadt 11' Dzurják 26' 60' Szeibert 30' 41' | (4 – 0) Jegyzőkönyv | Szieben 74' (11-esből) |

| Üllői út, Budapest Nézőszám: 6 500 Játékvezető: Szilágyi Sándor (magyar) |

| 25. forduló 1990. április 28. |

| Békéscsabai Előre        | 3 – 0               | Ferencváros             |
| ------------------------ | ------------------- | ----------------------- |
| Csató 33' 71' Belvon 85' | (1 – 0) Jegyzőkönyv | Keller 7′ Limperger 57' |

| Kórház utcai stadion, Békéscsaba Nézőszám: 15 000 Játékvezető: Bognár István (magyar) |

| 26. forduló 1990. május 2. |

| Ferencváros                         | 1 – 1               | Budapesti Honvéd |
| ----------------------------------- | ------------------- | ---------------- |
| Dzurják 53' Telek 39' Limperger 73' | (0 – 0) Jegyzőkönyv | Fodor 68'        |

| Üllői út, Budapest Nézőszám: 20 000 Játékvezető: Huták Antal (magyar) |

| 27. forduló 1990. május 6. |

| Tatabányai Bányász                 | 1 – 2               | Ferencváros                       |
| ---------------------------------- | ------------------- | --------------------------------- |
| Szekeres 30' Vincze 44' Szalma 67' | (1 – 1) Jegyzőkönyv | Dzurják 25' Kincses 46' Telek 66' |

| Városi Stadion, Tatabánya Nézőszám: 10 000 Játékvezető: Puhl Sándor (magyar) |

| 28. forduló 1990. május 12. |

| Ferencváros  | 1 – 1               | Rába ETO               |
| ------------ | ------------------- | ---------------------- |
| Limperger 2' | (1 – 0) Jegyzőkönyv | Farkas 83' Freppán 33' |

| Üllői út, Budapest Nézőszám: 13 000 Játékvezető: Plasek Gábor (magyar) |

| 29. forduló 1990. május 19. |

| Veszprémi SE | 1 – 1               | Ferencváros                              |
| ------------ | ------------------- | ---------------------------------------- |
| Gazsó 84'    | (0 – 1) Jegyzőkönyv | Nagy 33' Dzurják 36′, 89′ Keresztúri 89' |

| Városi stadion, Veszprém Nézőszám: 10 000 Játékvezető: Bay Ferenc (magyar) |

| 30. forduló 1990. május 26. |

| Ferencváros                  | 3 – 3               | Vasas                                             |
| ---------------------------- | ------------------- | ------------------------------------------------- |
| Dzurják 23' 73' Fonnyadt 28' | (2 – 2) Jegyzőkönyv | Gubucz 11' Duró 13' Józsa 84' (öngól) Mészöly 88' |

| Üllői út, Budapest Nézőszám: 12 000 Játékvezető: Huták Antal (magyar) |

#### A bajnokság végeredménye
| #  | Csapat                | J  | Gy | D  | V  | Rg | Kg | Gk  | P  | Megjegyzés                                                       |
| -- | --------------------- | -- | -- | -- | -- | -- | -- | --- | -- | ---------------------------------------------------------------- |
| 1  | Újpesti Dózsa SC      | 30 | 18 | 4  | 8  | 43 | 20 | +23 | 58 | Bajnok 1990–1991-es BEK-be jutott                                |
| 2  | MTK-VM SK             | 30 | 18 | 4  | 8  | 48 | 26 | +22 | 58 | 1990–1991-es UEFA-kupa első körbe jutott, 1990-es Intertotó-kupa |
| 3  | Ferencvárosi TC       | 30 | 13 | 9  | 8  | 48 | 34 | +14 | 48 | 1990–1991-es UEFA-kupa első körbe jutott                         |
| 4  | Pécsi Munkás SC       | 30 | 13 | 9  | 8  | 37 | 23 | +14 | 48 | 1990–1991-es KEK első körbe jutott, 1990-es közép-európai kupa   |
| 5  | Tatabányai Bányász SC | 30 | 13 | 4  | 13 | 24 | 28 | -4  | 42 | 1990-es Intertotó-kupa                                           |
| 6  | Veszprémi SE          | 30 | 10 | 11 | 9  | 27 | 24 | +3  | 41 |                                                                  |
| 7  | Siófoki Bányász SE    | 30 | 10 | 9  | 11 | 31 | 34 | -3  | 39 | 1990-es Intertotó-kupa                                           |
| 8  | Vasas SC              | 30 | 10 | 9  | 11 | 35 | 42 | -7  | 39 | 1990-es Intertotó-kupa                                           |
| 9  | Videoton-Waltham      | 30 | 9  | 11 | 10 | 26 | 30 | -4  | 38 |                                                                  |
| 10 | Békéscsabai Előre SSE | 30 | 10 | 8  | 12 | 26 | 34 | -8  | 38 |                                                                  |
| 11 | Váci Izzó MTE         | 30 | 8  | 12 | 10 | 30 | 31 | -1  | 36 |                                                                  |
| 12 | Győri Rába ETO SC     | 30 | 7  | 14 | 9  | 34 | 30 | +4  | 35 |                                                                  |
| 13 | Budapesti Honvéd SE   | 30 | 9  | 8  | 13 | 31 | 39 | -8  | 35 | Osztályozó                                                       |
| 14 | Debreceni VSC         | 30 | 7  | 14 | 9  | 20 | 30 | -10 | 35 | Osztályozó                                                       |
| 15 | Haladás Vasutas SE    | 30 | 9  | 6  | 15 | 33 | 46 | -13 | 33 | Kiesett az NB II-be                                              |
| 16 | Csepel SC             | 30 | 5  | 10 | 15 | 27 | 49 | -22 | 25 | Kiesett az NB II-be                                              |

#### Eredmények összesítése
Az alábbi táblázatban összesítve szerepelnek a Ferencvárosi TC 1989/90-es bajnokságban elért eredményei.
| Ősz/tavasz (forduló)    | Otthon | Otthon | Otthon | Otthon | Otthon | Otthon | Otthon | Idegenben | Idegenben | Idegenben | Idegenben | Idegenben | Idegenben | Idegenben |
| Ősz/tavasz (forduló)    | M      | GY     | D      | V      | LG–KG  | GK     | P      | M         | GY        | D         | V         | LG–KG     | GK        | P         |
| ----------------------- | ------ | ------ | ------ | ------ | ------ | ------ | ------ | --------- | --------- | --------- | --------- | --------- | --------- | --------- |
| Őszi szezon (1–16.)     | 8      | 6      | 1      | 1      | 16–3   | +13    | 19     | 8         | 1         | 3         | 4         | 8–14      | –6        | 6         |
| Tavaszi szezon (17–30.) | 7      | 4      | 3      | 0      | 20–7   | +13    | 15     | 7         | 2         | 2         | 3         | 4–10      | –6        | 8         |
| Összesen (1–30.)        | 15     | 10     | 4      | 1      | 36–10  | +26    | 34     | 15        | 3         | 5         | 7         | 12–24     | –12       | 14        |

### Magyar kupa
4. forduló
| 1989. november 21. |

| Ajkai Bányász | 1 – 2               | Ferencváros        |
| ------------- | ------------------- | ------------------ |
| Kovács S.     | (0 – 2) Jegyzőkönyv | Keresztúri Dzurják |

| Ajka |

Nyolcaddöntő
| 1989. november 29. |

| Ferencváros | 0 – 0   | MTK–VM |
| ----------- | ------- | ------ |
|             | (0 – 0) |        |

| Üllői út, Budapest Nézőszám: 5 000 Játékvezető: Németh Lajos (magyar) |

| 1989. december 3. |

| MTK–VM                    | 3 – 0               | Ferencváros |
| ------------------------- | ------------------- | ----------- |
| Balogh 55' 68' Talapa 86' | (0 – 0) Jegyzőkönyv |             |

| Hungária körút, Budapest Nézőszám: 4 500 Játékvezető: Huták Antal (magyar) |

### Egyéb mérkőzések
| 1989. július 13. |

| Ferencváros | 0 – 2       | Al Rasid |
| ----------- | ----------- | -------- |
|             | Jegyzőkönyv |          |

| Budapest, Népliget |

| 1989. július 21. |

| Beerschot | 4 – 2       | Ferencváros |
| --------- | ----------- | ----------- |
|           | Jegyzőkönyv | Dzurják     |

| Antwerpen |

| 1989. július 22. |

| Germinal Ekeren | 3 – 4       | Ferencváros         |
| --------------- | ----------- | ------------------- |
|                 | Jegyzőkönyv | Dzurják Nagy Keller |

| Antwerpen |

| 1989. július 28. |

| Ferencváros                                   | 3 – 0               | Cercle Brugge                      |
| --------------------------------------------- | ------------------- | ---------------------------------- |
| Keller 12' Szeibert 60' Pintér 65' (11-esből) | (1 – 0) Jegyzőkönyv | Soenens 28' Carly 59' Mestdagh 65' |

| Üllői út, Budapest Nézőszám: 4 000 Játékvezető: Makó István (magyar) |

| 1989. július 30. |

| Ferencváros                                   | 3 – 2               | Beerschot                                                 |
| --------------------------------------------- | ------------------- | --------------------------------------------------------- |
| Dzurják 24' Keller 51' Kincses 71' Pintér 62' | (1 – 1) Jegyzőkönyv | Vanheusden 35' Goots 61' (11-esből) Szabadi 15' Balan 64' |

| Üllői út, Budapest Nézőszám: 7 000 Játékvezető: Plasek Gábor (magyar) |

| 1989. szeptember 6. |

| Sparkasse Ternitz | 0 – 6       | Ferencváros                |
| ----------------- | ----------- | -------------------------- |
|                   | Jegyzőkönyv | Bánki Topor Páling Dzurják |

| Ternitz |

| 1990. február 7. |

| Untersiebenbrunn | 2 – 3       | Ferencváros      |
| ---------------- | ----------- | ---------------- |
|                  | Jegyzőkönyv | Dzurják Fonnyadt |

| Untersiebenbrunn |

| 1990. február 16. |

| Norwich City | 2 – 0       | Ferencváros |
| ------------ | ----------- | ----------- |
|              | Jegyzőkönyv |             |

| Norwich |

| 1990. február 19. |

| Great Yarmouth Town | 0 – 2       | Ferencváros |
| ------------------- | ----------- | ----------- |
|                     | Jegyzőkönyv | Dzurják     |

| Great Yarmouth |

| 1990. február 22. |

| FC Penne | 0 – 0       | Ferencváros |
| -------- | ----------- | ----------- |
|          | Jegyzőkönyv |             |

| Penne |

| 1990. február 25. |

| Lanciano | 0 – 0       | Ferencváros |
| -------- | ----------- | ----------- |
|          | Jegyzőkönyv |             |

| Lanciano |

| 1990. március 7. |

| Ferencváros           | 3 – 1       | Zakarpatje |
| --------------------- | ----------- | ---------- |
| Nagy Szeibert Dzurják | Jegyzőkönyv |            |

| Üllői út, Budapest |

| 1990. március 13. |

| Ferencváros | 0 – 2               | Universitatea Cluj |
| ----------- | ------------------- | ------------------ |
|             | (0 – 2) Jegyzőkönyv | Kádár 20' 35'      |

| Üllői út, Budapest |

| 1990. május 22. |

| Hitiag Pöchlarn | 2 – 11      | Ferencváros                    |
| --------------- | ----------- | ------------------------------ |
|                 | Jegyzőkönyv | Dzurják Kincses Topor Fonnyadt |

| Pöchlarn |

| 1990. június 1. |

| Beregszász | 1 – 3       | Ferencváros        |
| ---------- | ----------- | ------------------ |
|            | Jegyzőkönyv | Dzurják Keresztúri |

| Beregszász |

## Külső hivatkozások
- A csapat hivatalos honlapja (magyarul)
- Az 1989–90-es szezon menetrendje a tempofradi.hu-n (magyarul)